# Merda de Artista
A obra denominada "Merda de Artista" (em italiano:  Merda d'artista) é uma criação singular do renomado artista italiano Piero Manzoni. Esta obra consiste em uma série de noventa latas meticulosamente preparadas, cada uma contendo as fezes do próprio artista. As inscrições nas latas foram cuidadosamente traduzidas para diversos idiomas, incluindo italiano, francês, inglês e alemão.
Esta obra foi fortemente influenciada pela ideia dos "ready-mades" de Marcel Duchamp, um conceito revolucionário que desafiou as noções tradicionais de arte. Manzoni, seguindo essa linha de pensamento, comercializava as latas contendo suas fezes pelo valor correspondente ao peso do ouro. Em agosto de 2016, num leilão de arte em Milão, uma dessas latas alcançou o valor surpreendente de 275 mil euros.
É importante notar que algumas dessas latas acabaram por explodir, devido à corrosão e aos gases contidos no interior da lata. Este fato, embora curioso, não diminui o valor artístico da obra.
O projeto de Manzoni, embora possa parecer incomum para muitos, revolucionou o mundo das artes. A arte, através deste projeto, ganhou uma nova dimensão e um novo sentido. Deixou de ser apenas a técnica e o talento a definir a arte, mas sim o conceito, o significado e, principalmente, a ideia subjacente à obra. Esta mudança de paradigma abriu novos horizontes para a compreensão e apreciação da arte contemporânea.